# Платиновый юбилей Елизаветы II

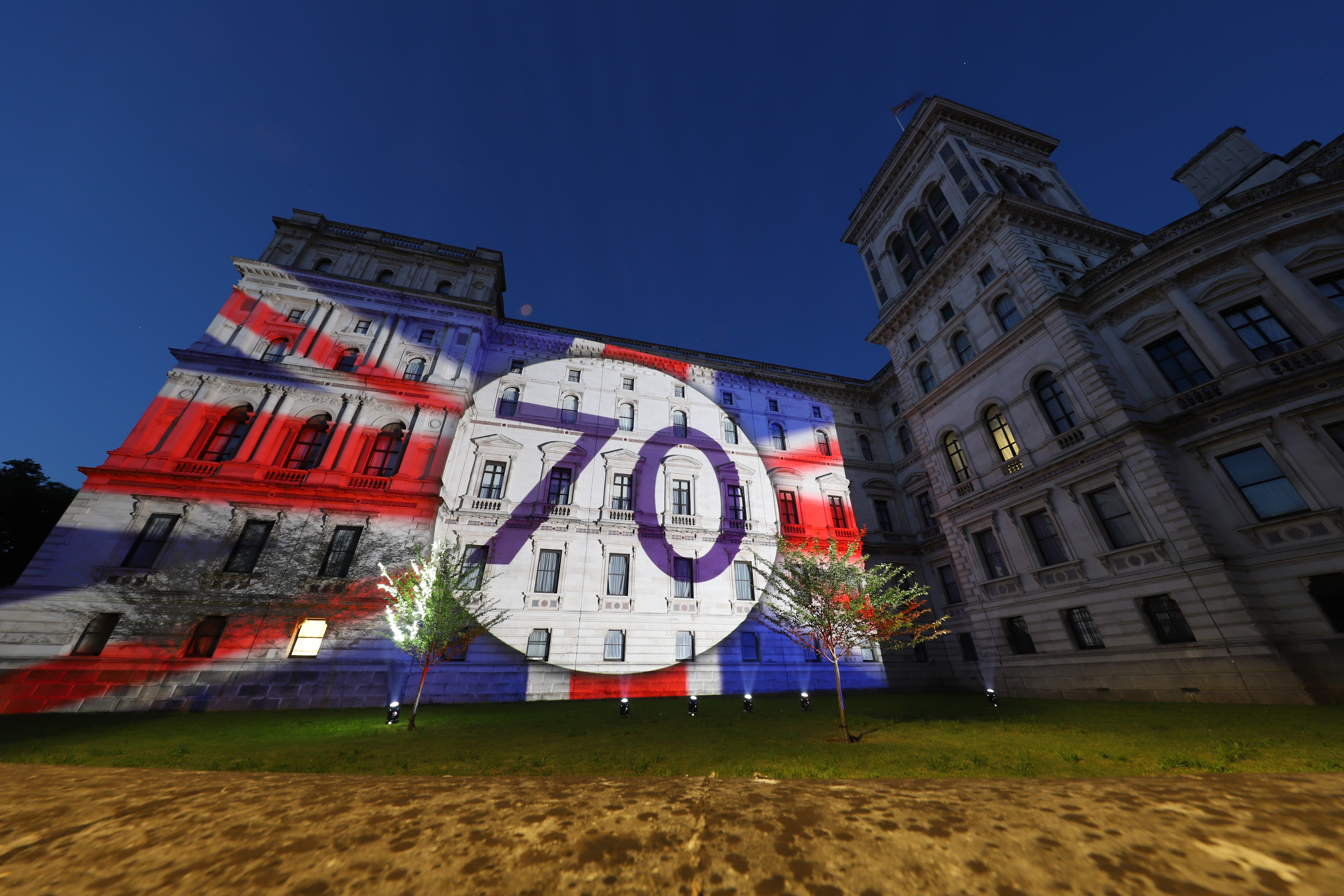
Иллюминация на здании Форин-офис 2 июня 2022 года

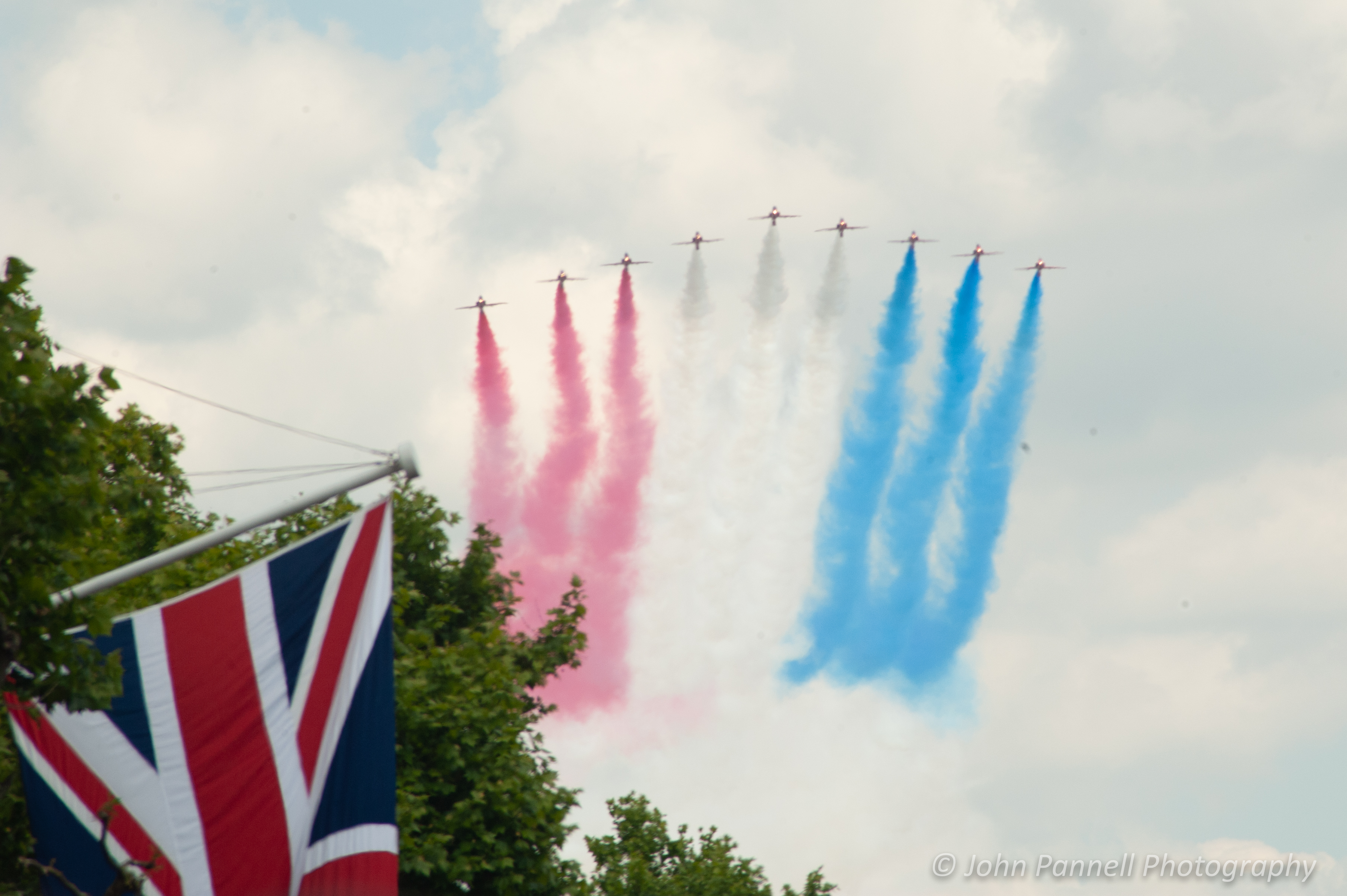
Аэрошоу 2 июня 2022 года

Платиновый юбилей правления Елизаветы II — 70-летие правления королевы Великобритании Елизаветы II, которое отмечалось 2—5 июня 2022 года.

## Планы празднования
Британские власти запланировали по случаю королевского юбилея дополнительные банковские каникулы. При этом на начало июня 2022 года решили перенести традиционные майские выходные, чтобы создать таким образом особый четырёхдневный уик-энд. Военнослужащим и гражданским чиновникам вручили специальные платиновые медали. Правительство пообещало британцам необыкновенное шоу, которое «объединит лучшее из британского церемониального великолепия и зрелищности с передовыми технологиями».
Елизавета II стала первым британским монархом, дожившим до платинового юбилея. Карли Ледбеттер из Huffington Post предположила, что сам факт планирования праздника доказывает ложность слухов о подготовке королевы к отречению в день её 95-летия.
В преддверии юбилея, в мае 2021 года, была запущена кампания под названием «Зеленый балдахин королевы». Премьер-министр Борис Джонсон призвал всех британцев сделать Елизавете особый подарок — посадить дерево.

## Празднование
2 июня 2022 года в Лондоне прошли традиционный военный парад Trooping the Colour и авиашоу, за которым королевская семья наблюдала с балкона Букингемского дворца. Истребители выстроились в небе в цифру 70. Десятки тысяч человек вышли на улицы Лондона, чтобы принять участие в праздновании. В полдень по всей Великобритании начались артиллерийские салюты.

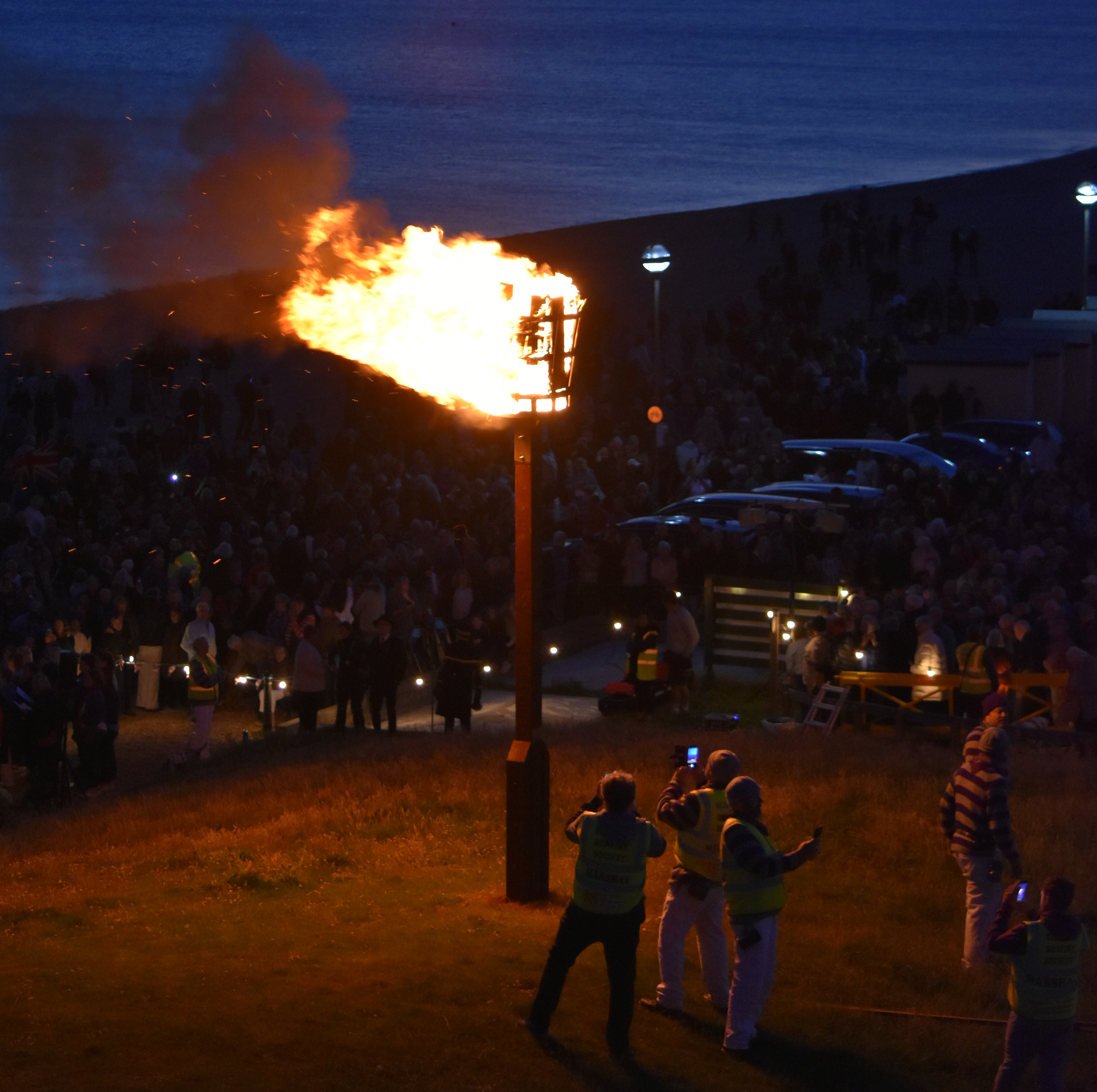
Зажжение юбилейного маяка в Сифорде

Вечером королева торжественно прошла к постаменту у Виндзорского замка и нажала кнопку, после чего загорелась дорожка из огней. Одновременно загорелась такая же дорожка у Букингемского дворца, после которой зажёгся своеобразный маяк в виде дерева. Подобные маяки зажглись также более чем в 2000 городах и деревнях по всей Великобритании, а также в столицах стран Содружества.
3 июня в соборе Святого Павла прошла служба благодарения за 70-летнее царствование королевы. На ней присутствовали премьер-министр Великобритании Борис Джонсон с женой Кэрри Саймондс, причём толпа у входа их освистала. 4 июня на Темзе прошёл парад, в котором участвовали отреставрированные исторические суда времён Дюнкеркской операции 1940 года. В этот день перед Букингемским дворцом состоялся концерт с участием Элтона Джона, Тома Джонса, Пола Маккартни и Клиффа Ричарда. Он транслировался на огромных экранах, установленных в разных местах Лондона. Сама королева наблюдала за концертом из Виндзорского замка, но организаторы смогли создать впечатление её присутствия, включив в концерт фильм, в котором она принимает в Букингемском дворце героя детских фильмов и книг медвежонка Паддингтона и отстукивает ложечкой по ободку чайной чашки ритм песни We Will Rock You группы Queen. Принц Чарльз произнёс речь в честь матери, был торжественно зажжён последний из 4500 факелов, которыми в Великобритании и странах Содружества отмечали юбилей королевы.
5 июня программу празднования юбилея завершило торжественное шествие в центре Лондона, в котором были задействованы более 10 тысяч человек. Первая часть парада под названием «За королеву и страну», прошла с участием 1,7 тысяч военнослужащих, представлявших все виды королевских вооружённых сил Великобритании, а также ряд стран Содружества. Следующая часть парада, озаглавленная «Наше время», включала проезд символизирующих различные десятилетия двухэтажных автобусов с известными деятелями Великобритании на открытом верхнем этаже, включая певца Клиффа Ричарда, актёра Идриса Эльбу, модель Кейт Мосс и экс-футболиста сборной Англии Гари Линекера. Кроме того, проехали автомобили из фильмов про Джеймса Бонда, прошли велопробег с участием олимпийских чемпионов по велогонкам, марш ЛГБТ-активистов и заезд скейтбордистов. Третья часть парада под названием «Давайте праздновать» рассказывала историю всей жизни Елизаветы II в 12 главах. Среди прочего выделялась шестиметровая фигура свадебного торта, «вишенка» которого была в виде нескольких собачек корги, любимой породы королевы. Заключительная часть праздника под названием «Счастья и славы» состоялась у мемориала Виктории: музыкант Эд Ширан спел песню «Perfect», после чего оркестр морской пехоты Великобритании исполнил национальный гимн. Во время исполнения гимна на балкон Букингемского дворца вышла сама королева и члены её семьи. Во всей Великобритании в этот день прошли около 16 тысяч уличных вечеринок, в которых приняли участие около 10 млн человек.